# Palpostoma aldrichi
Palpostoma aldrichi là một loài ruồi trong họ Tachinidae.